# Limnítis
Limnítis är en ort i Cypern.   Den ligger i distriktet Eparchía Lefkosías, i den centrala delen av landet, 60 km väster om huvudstaden Nicosia. Limnítis ligger 129 meter över havet och antalet invånare är 458. Den ligger på ön Cypern.
Terrängen runt Limnítis är kuperad åt sydväst, men norrut är den platt. Havet är nära Limnítis åt nordost. Trakten runt Limnítis är ganska glesbefolkad, med 25 invånare per kvadratkilometer. Närmaste större samhälle är Léfka, 12,0 km sydost om Limnítis. 